# Medetera mongolica
Medetera mongolica är en tvåvingeart som beskrevs av Negrobov 1966. Medetera mongolica ingår i släktet Medetera och familjen styltflugor. Inga underarter finns listade i Catalogue of Life.